# Ridsa
Maxence Boitez (Orleans, Francia, 16 de octubre de 1990), más conocido por su nombre artístico Ridsa (estilizado como RIDSA), es un rapero y cantante francés de ascendencia española.

## Biografía
Después de practicar fútbol en su juventud, Maxence Boitez comenzó a rapear en el 2010 y subió sus primeros proyectos a Internet, ganando popularidad. Pronto comenzó a colaborar con otros artistas, como Flavie en «Toi et seulement toi», con Demhys en «J'aime quand» o la cantante belga Angèle. El 28 de diciembre de 2012 lanzó «Amour Secret», con un vídeo musical para promocionar el sencillo. Sin embargo, su primer gran éxito fue la canción «Je n'ai pas eu le temps», que contaba con la colaboración de Willy William y del baterista canadiense Ryan Stevenson. «Je n'ai pas eu le temps» alcanzó el puesto 76 en la lista de éxitos musicales de la SNEP.
Ridsa publicó su primer álbum de estudio, titulado Mes histoires, el 2 de junio de 2014, alcanzando el puesto número 44 en la lista oficial de álbumes de Francia. Su segundo álbum, L.O.V.E, fue lanzado el 9 de marzo de 2015 y llegó al número 16. En este periodo de tiempo llegó a participar en varios temas de otros artistas, como con Souf en «Baby» o Kenza Farah en la canción «Liées».
Su tercer álbum, Tranquille, fue lanzado el 11 de diciembre de 2015 y la pista «Là c'est die» se convirtió en su mayor éxito comercial, alcanzando el número 5 en la lista oficial de sencillos de SNEP en Francia y el número 28 en la Ultratop 50 Singles de Valonia. «Pardon» también ocupó durante varias semanas en las listas francesas y belgas. Tranquille fue certificado platino por la SNEP. En la edición de los NRJ Music Awards de 2016 fue nominado en la categoría de "Revelación francófona del año", donde perdió frente a Amir.
El 5 de marzo de 2017, Ridsa anunció su cuarto álbum, Libre, en Twitter. Fue certificado disco de oro a finales del mismo año. Sus dos últimos álbumes, Vagabond (2019) y Équateur (2023), han pasado más desapercibidos por la crítica, aunque sus sencillos «On s'est manqué», «Santa Maria» y «Nous Deux» sí fueron certificados por la SNEP.

## Discografía

### Álbumes de estudio
| Título        | Detalles del álbum                                                         | Posiciones en listas musicales | Posiciones en listas musicales | Posiciones en listas musicales | Ventas             | Certificaciones |
| Título        | Detalles del álbum                                                         | FRA                            | BEL                            | SUI                            | Ventas             | Certificaciones |
| ------------- | -------------------------------------------------------------------------- | ------------------------------ | ------------------------------ | ------------------------------ | ------------------ | --------------- |
| Mes histoires | - Publicación: 1 de enero de 2014 - Discográfica: Juston Records, Musicast | 44                             | 176                            | —                              |                    |                 |
| L.O.V.E       | - Publicación: 9 de marzo de 2015 - Discográfica: Juston Records, Musicast | 16                             | 78                             | —                              |                    |                 |
| Tranquille    | - Publicación: 11 de diciembre de 2015 - Discográfica: Wagram Music        | 25                             | 68                             | —                              | - Francia: 100 000 | - SNEP: Platino |
| Libre         | - Publicación: 14 de abril de 2017 - Discográfica: Wagram Music            | 6                              | 42                             | 85                             | - Francia: 50 000  | - SNEP: Oro     |
| Vagabond      | - Publicación: 12 de abril de 2019 - Discográfica: Wagram Music            | 20                             | 53                             | —                              |                    |                 |
| Équateur      | - Publicación: 27 de enero de 2023 - Discográfica: Play Two                | 18                             | —                              | —                              |                    |                 |

### EPs
| Título       | Detalles                                                              | Posiciones en listas musicales |
| Título       | Detalles                                                              | FRA                            |
| ------------ | --------------------------------------------------------------------- | ------------------------------ |
| Es tu fiesta | - Publicación: 3 de junio de 2013 - Discográfica: Willy William Music | —                              |

### Sencillos
| Título                                                         | Año  | Posiciones en listas musicales | Posiciones en listas musicales | Certificaciones | Álbum                  |
| Título                                                         | Año  | FRA                            | BEL                            | Certificaciones | Álbum                  |
| -------------------------------------------------------------- | ---- | ------------------------------ | ------------------------------ | --------------- | ---------------------- |
| Toi et seulement toi (feat. Flavie)                            | 2011 | —                              | —                              |                 | —                      |
| Amour secret                                                   | 2012 | —                              | —                              |                 | —                      |
| Je n'ai pas eu le temps (feat. Willy William & Ryan Stevenson) | 2013 | 76                             | —                              |                 | —                      |
| Es tu fiesta (feat. Willy William)                             | 2013 | —                              | —                              |                 | Es tu fiesta (EP)      |
| On part tonight                                                | 2013 | —                              | —                              |                 | —                      |
| Nous et seulement nous (feat. Angèle)                          | 2014 | 113                            | —                              |                 | Mes histoires          |
| Oh mama                                                        | 2014 | 183                            | —                              |                 | Mes histoires          |
| Amour sans fin                                                 | 2014 | 169                            | —                              |                 | Mes histoires          |
| Baby (feat. Souf)                                              | 2014 | 103                            | —                              |                 | L.O.V.E                |
| On s'est perdu                                                 | 2014 | 52                             | —                              |                 | L.O.V.E                |
| Un petit ange                                                  | 2015 | 84                             | —                              |                 | L.O.V.E                |
| Je me souviens                                                 | 2015 | 175                            | —                              |                 | L.O.V.E                |
| Tout oublier                                                   | 2015 | 193                            | —                              |                 | L.O.V.E                |
| Liées (feat. Kenza Farah)                                      | 2015 | 81                             | —                              |                 | —                      |
| Là c'est die                                                   | 2015 | 5                              | 4                              | - SNEP: Platino | Tranquille             |
| Dans la ville (featuring Pepe Rosso)                           | 2015 | —                              | —                              |                 | Tranquille             |
| La nuit                                                        | 2015 | —                              | —                              |                 | Tranquille             |
| Elle me love                                                   | 2015 | 187                            | —                              |                 | Tranquille             |
| Je m'en fous                                                   | 2016 | 25                             | —                              | - SNEP: Oro     | Tranquille             |
| Dois-je m'en aller                                             | 2016 | 65                             | —                              |                 | Tranquille             |
| Pardon                                                         | 2016 | 15                             | 39                             | - SNEP: Platino | Tranquille             |
| Selfie (feat. H Magnum)                                        | 2016 | 137                            | —                              |                 | Tranquille             |
| Je m'en fous                                                   | 2016 | 25                             | 17 (Ultratop)                  |                 | Tranquille (Reedición) |
| Porto Rico                                                     | 2016 | 55                             | —                              | - SNEP: Oro     | Libre                  |
| Avancer                                                        | 2017 | 43                             | —                              | - SNEP: Oro     | Libre                  |
| Mamamia                                                        | 2017 | 48                             | —                              | - SNEP: Oro     | Libre                  |
| Leïla                                                          | 2017 | 28                             | —                              |                 | Libre                  |
| Oubliez-moi                                                    | 2017 | 76                             | —                              |                 | Libre                  |
| J'aime bien                                                    | 2017 | 26                             | —                              |                 | Libre                  |
| Désabonné                                                      | 2018 | 51                             | —                              |                 | Libre                  |
| On s'en ira (feat. DJ Samo)                                    | 2018 | 30                             | —                              |                 | Libre                  |
| On s'est manqué (feat. Eva Guess)                              | 2018 | 127                            | —                              | - SNEP: Oro     | Vagabond               |
| Laisser couler                                                 | 2019 | 56                             | —                              |                 | Vagabond               |
| Joga Bonito (feat. H Magnum)                                   | 2019 | 78                             |                                |                 | Vagabond               |
| J’vais te                                                      | 2019 | 89                             | —                              |                 | Vagabond               |
| Santa Maria                                                    | 2022 | 18                             | —                              | - SNEP: Platino | Équateur               |
| Olé                                                            | 2022 | 193                            | —                              |                 | Équateur               |
| Nous deux                                                      | 2022 | 165                            | —                              | - SNEP: Oro     | Équateur               |